# Calayanral
De calayanral (Aptenorallus calayanensis is een vogel uit de familie Rallidae (Rallen). De vogel werd in 2004 ontdekt en in datzelfde jaar geldig beschreven als Gallirallus calayanensis door een internationaal team van vogelkundigen. Volgens onderzoek gepubliceerd in 2021 behoort de soort tot het monotypisch geslacht Aptenorallus.

Het is een door habitatverlies kwetsbaar geworden vogelsoort die alleen voorkomt op de noordelijke Filipijnen.

## Etymologie
Grieks aptenos, niet-vliegend + Latijn rallus: "niet-vliegende ral van het eiland Calayan".

## Kenmerken
De vogel is gemiddeld 30 cm lang, iets kleiner als een waterhoen. Deze ral is een donkerbruin bijna zwart gekleurde, gedrongen watervogel met een stevige, lange, oranjerode snavel en poten met dezelfde kleur.

## Verspreiding en leefgebied
Deze soort is endemisch op het eiland Calayan een van de Babuyaneilanden ten noorden van het eiland Luzon. De leefgebieden liggen in vochtig tropisch bos op een ondergrond van kalksteen gevormd uit fossiel koraal.

## Status
De calayanral heeft een zeer beperkt verspreidingsgebied en daardoor is de kans op uitsterven aanwezig. De grootte van de populatie werd in 2016 door BirdLife International geschat op 2500 tot 4300 volwassen individuen. De populatie-aantallen nemen af door habitatverlies Het leefgebied wordt aangetast door ontbossing waarbij natuurlijk bos wordt omgezet in gebied voor intensief agrarisch gebruik. Om deze redenen staat deze soort als kwetsbaar op de Rode Lijst van de IUCN.